# Kaarlo Kartio
Kaarlo Kartio (14 de abril de 1904 – 27 de diciembre de 1940) fue un actor teatral y cinematográfico finlandés.

## Biografía
Su nombre completo era Kaarlo Juho Kartio, y nació en Kymi, Finlandia. Antes de ser actor, Kartio trabajó en una imprenta, aunque al mismo tiempo estudiaba artes plásticas y teatro bajo la dirección de Bertha Lindberg, aprendiendo más adelante canto con su maestra Elli Könönen. 
Kartio inició su carrera teatral en el Koiton Näyttämö, en Helsinki, teatro con el que estuvo vinculado en 1925–27 y 1928–29, actuando entremedias en el Työväen Näyttämöllä del distrito de Sörnäinen. Posteriormente pasó al Teatro de Lahti, actuando allí entre 1929 y 1935. Entre las obras en las cuales actuó figuran Syntipukissa, Seitsemässä veljeksessä y Nummisuutarit, así como las operetas Bajadeeri y La princesa gitana. 
El actor dejó el teatro en 1935, cuando el director Erkki Karu, de la productora Suomi-Filmi, lo escogió para el papel protagonista de la comedia Syntipukki, basada en una obra de Yrjö Soini. En total actuó en 16 películas. Su papel más conocido fue el de Vinski en la producción Lapatossu, en la cual formó pareja con Aku Korhonen. Destacó también su personaje de Simeon en Seitsemän veljestä (1939). 
Kartio iba a interpretar el papel de Armand en Totinen torvensoittaja (1941), pero falleció durante el rodaje de la película en diciembre de 1940, debiendo ser sustituido por Lauri Kyöstilä. Su muerte, ocurrida en Helsinki a los 36 años de edad, se debió a un defecto cardíaco y al contagio por una gripe. Se celebró su funeral en la gran capilla del Cementerio Malmin hautausmaa el 5 de enero de 1941.

## Filmografía
- 1935 : Syntipukki
- 1935 : Roinilan talossa
- 1936 : Pohjalaisia
- 1936 : Onnenpotku
- 1936 : Kaikenlaisia vieraita
- 1937 : Lapatossu
- 1937 : Kuin uni ja varjo
- 1937 : Asessorin naishuolet
- 1938 : Tulitikkuja lainaamassa
- 1938 : Syyllisiäkö?
- 1938 : Nummisuutarit
- 1939 : Lapatossu ja Vinski olympia-kuumeessa
- 1939 : Seitsemän veljestä
- 1939 : Takki ja liivit pois!
- 1939 : Halveksittu
- 1940 : Tavaratalo Lapatossu & Vinski
- 1941 : Totinen torvensoittaja